# Беловы Дворы
Беловы Дворы — деревня в Щёкинском районе Тульской области в составе Огарёвского сельского поселения.

## География
Находится в центральной части Тульской области на расстоянии 3 км на юг от города Щёкино, административного центра района у трассы М-2.

## История
В 1926 году здесь было учтено 8 дворов, в конце 1930-х годов — 9.

## Население
Постоянное население составляло 49 человек (1926 год), 6 (русские 100 %) в 2002 году, 6 в 2010.